# 10241 Мілічевич
10241 Мілічевич (10241 Miličević) — астероїд головного поясу, відкритий 9 січня 1999 року.
Тіссеранів параметр щодо Юпітера — 3,218.